# Wail Ezin
Wail Ezin –en árabe, وائل الزين– (nacido el 5 de abril de 1996) es un deportista argelino que compite en judo.
Ganó tres medallas en los Juegos Panafricanos, en los años 2019 y 2023, y dos medallas de plata en el Campeonato Africano de Judo, en los años 2017 y 2021.

## Palmarés internacional
| Juegos Panafricanos | Juegos Panafricanos       | Juegos Panafricanos | Juegos Panafricanos |
| Año                 | Lugar                     | Medalla             | Categoría           |
| ------------------- | ------------------------- | ------------------- | ------------------- |
| 2019                | Rabat (Marruecos)         | Medalla de oro      | –66 kg              |
| 2023                | Acra (Ghana)              | Medalla de plata    | –73 kg              |
| 2023                | Acra (Ghana)              | Medalla de plata    | Equipo mixto        |
| Campeonato Africano |                           |                     |                     |
| Año                 | Lugar                     | Medalla             | Categoría           |
| 2017                | Antananarivo (Madagascar) | Medalla de plata    | –66 kg              |
| 2021                | Dakar (Senegal)           | Medalla de plata    | –66 kg              |